# Kurt von der Chevallerie
Kurt Wilhelm Gustav Erdmann von der Chevallerie (ur. 23 grudnia 1891 w Berlinie, zaginął 18 kwietnia 1945 w Kołobrzegu) – niemiecki wojskowy, generał piechoty Wehrmachtu.

## Życiorys
Był synem pruskiego generała Hansa von der Chevallerie. W dniu 24 lutego 1910 roku wstąpił na ochotnika do armii pruskiej jako kandydat na oficera w 5 gwardyjskim pułku grenadierów. W dniu 11 sierpnia 1911 roku otrzymał stopień oficerski. Był w tym pułku oficerem do momentu wybuchu I wojny światowej.
Po wybuchu wojny wraz z pułkiem udał się na front. Jesienią 1914 roku skierowany do 262 rezerwowego pułku grenadierów, z którym wrócił na front, w lipcu 1915 roku został ranny. Po wyleczeniu z ran jesienią 1915 wrócił do 262 pułku grenadierów. Latem 1916 roku został oficerem sztabowym, pracując kolejno w sztabach Grupy Armijnej Litzmann, XXXX Korpusu Rezerwowego, VI Korpusu Armijnego i 108 Dywizji Piechoty. Jesienią 1916 roku został adiutantem w 34 Brygadzie Piechoty Landwehry. Po zakończeniu I wojny światowej został przeniesiony do 5 gwardyjskiego pułku grenadierów.
Po demobilizacji armii cesarskiej, został dowódcą kompanii w Ochotniczym Gwardyjskim Batalionie Grenadierów, wchodzącym w skład Freikorpsu Hindenburg. Służył w nim do maja 1920 roku, kiedy został on wcielony do Reichswehry. Został wtedy dowódcą kompanii w 4 pułku piechoty. Jesienią 1925 roku został oddelegowany do Ministerstwa Obrony, gdzie pracował w departamencie personalnym. W dniu 1 października 1928 roku wrócił do czynnej służby i został dowódcą 1 szwadronu w 3 pułku kawalerii, a w styczniu 1932 roku został oficerem w sztabie 6 Dywizji Piechoty, a potem 1 września 1933 został dowódcą 2 batalionu 17 pułku piechoty i stanowisko to zajmował do momentu przekształcenia Reichswehry w Wehrmacht.
1 października 1934 roku został dowódcą pułku piechoty Göttingen, który w 1935 został przemianowany na 38 pułk piechoty. Pułkiem tym dowodził do 6 października 1936 roku, kiedy został mianowany dowódcą 87 pułku piechoty. 12 października 1937 roku został szefem 10 oddziału Sztabu Generalnego Wojsk Lądowych, a potem od 15 sierpnia 1938 szefem Wydziału Ogólnego Sztabu Generalnego Wojsk Lądowych.
W dniu 1 grudnia 1939 roku został dowódcą 83 Dywizji Piechoty i na czele tej dywizji wziął udział w agresji na Francję, następnie od 1 grudnia 1940 roku został dowódcą nowo utworzonej 99 lekkiej Dywizji Piechoty, na czele tej dywizji wziął udział w ataku na ZSRR.
1 grudnia 1941 przeniesiony do dyspozycji dowództwa OKH, ale pod koniec grudnia został dowódcą LIX Korpusu Armijnego, którym dowodził do lutego 1944 roku, w tym czasie korpus brał udział w walkach w składzie 3 i 4 Armii Pancernej na froncie wschodnim.
W okresie od lutego do czerwca 1944 roku znajdował się w dyspozycji dowództwa OKH, a w dniu 2 czerwca 1944 roku został dowódcą 1 Armii i był jej dowódcą do 5 września 1944 roku. Dowodził tą armią w czasie jej odwrotu z terenu Francji do Lotaryngii, odwrót ten był dobrze zorganizowany, tak że armia mogła zająć stanowiska obronne na terenie Lotaryngii i powstrzymać ataki wojsk alianckich.
Po zwolnieniu we wrześniu 1944 roku ze stanowiska dowódcy armii pozostawał bez przydziału w dyspozycji dowództwa OKH, a następnie 1 stycznia 1945 roku przeniesiony został w stan spoczynku.
Po zwolnieniu ze służby wojskowej zamieszkał w Kolbergu, gdzie w dniu 18 kwietnia 1945 roku zaginął. Okoliczności jego śmierci nie są znane.

## Awanse
Armia Cesarstwa Niemieckiego
- kandydat na oficera (Fahnenjunker) (24.02.1910)
- podporucznik (Leutnant) (11.08.1911)
- porucznik (Oberleutnant) (11.08.1915)
- kapitan (Hauptmann) (20.09.1918)

Reichswehra
- major (Major) (01.02.1931)
- podpułkownik (Oberstleutnant) (01.08.1933)

Wehrmacht
- pułkownik (Oberst) (01.06.1935)
- generał  major (Generalmajor) (01.03.1939)
- generał porucznik (Generalleutnant) (01.01.1941)
- generał piechoty (General der Infanterie) (01.02.1942)

## Ordery i odznaczenia
- Krzyż Rycerski Krzyża Żelaznego z Liśćmi Dębu (19.12.1943)
- Krzyż Rycerski Krzyża Żelaznego (23.10.1941)
- Krzyż Żelazny kl. I (1915)
- Okucia do Krzyża Żelaznego kl. I (12.06.1940)
- Krzyż Żelazny kl. II (1914)
- Okucia do Krzyża Żelaznego kl. II (12.06.1940)
- Krzyż Honorowy z mieczami Orderu Hohenzollernów (22.07.1918)
- Krzyż Zasługi Wojskowej kl. III z mieczami (Austro-Węgry) (1917)
- Wielki Oficer Orderu Korony Włoch (27.08.1940)
- Medal Pamiątkowy 1 października 1938
- Medal za Kampanię Zimową na Wschodzie 1941/1942 (01.09.1942)